# Billboard Music Awards de 2013
O Billboard Music Awards de 2013 foi uma cerimônia de premiação musical realizada em 19 de maio de 2013, na MGM Grand Garden Arena, em Las Vegas, Estados Unidos. A cerimônia, apresentada pelo comediante americano Tracy Morgan, foi transmitida ao vivo pela rede de TV ABC.

## Performances
| Artista(s)                                      | Canção                         | Apresentado por           |
| ----------------------------------------------- | ------------------------------ | ------------------------- |
| Bruno Mars                                      | "Treasure"                     | —                         |
| Selena Gomez                                    | "Come & Get It"                | Tracy Morgan              |
| The Band Perry                                  | "Better Dig Two"               | Jennifer Nettles          |
| Icona Pop                                       | "I Love It"                    | Carly Rae Jepsen          |
| Chris Brown                                     | "Fine China"                   | PSY                       |
| Macklemore Ryan Lewis Wanz                      | "Thrift Shop"                  | Hayden Panettiere         |
| Taylor Swift                                    | "22"                           | Selena Gomez              |
| Kacey Musgraves                                 | "Merry Go 'Round"              | Tracy Morgan              |
| Justin Bieber                                   | "Take You"                     | Ariana Grande             |
| Pitbull Christina Aguilera Morten Harket (a-ha) | "Feel This Moment" Take on Me" | Ke$ha                     |
| Miguel                                          | "Adorn"                        | Jennifer Morrison         |
| Ed Sheeran                                      | "Lego House"                   | Chloë Grace Moretz        |
| Jennifer Lopez Pitbull                          | "Live It Up"                   | Gabriel Mann Stana Katic  |
| will.i.am Justin Bieber                         | "#thatPOWER"                   | Wiz Khalifa SkyBlu        |
| David Guetta Akon Ne-Yo                         | "Play Hard"                    | Jenny McCarthy            |
| Nicki Minaj Lil Wayne                           | "High School"                  | Tracy Morgan              |
| Prince                                          | "Let's Go Crazy" "FixUrLifeUp" | Erykah Badu Janelle Monáe |

## Vencedores e indicados
Os vencedores estão listados em negrito.
| Melhor Artista (apresentado por Celine Dion) | Artista Revelação |
| --- | --- |
| - Taylor Swift - Justin Bieber - Maroon 5 - One Direction - Rihanna | - One Direction - Carly Rae Jepsen - Gotye - PSY - The Lumineers |
| Melhor Artista Masculino (apresentado por Miley Cyrus) | Melhor Artista Feminina |
| - Justin Bieber - Bruno Mars - Drake - Flo Rida - Jason Aldean | - Taylor Swift - Adele - Carly Rae Jepsen - Nicki Minaj - Rihanna |
| Melhor Duo/Grupo | Melhor Artista da Billboard 200 |
| - One Direction - Coldplay - fun. - Maroon 5 - Mumford & Sons | - Taylor Swift - Adele - Justin Bieber - Mumford & Sons - One Direction |
| Melhor Álbum da Billboard 200 (apresentado por Emmy Rossum e Jason Derulo) | Melhor Artista da Hot 100 |
| - Red – Taylor Swift - 21 – Adele - Babel – Mumford & Sons - Take Me Home – One Direction - Up All Night – One Direction | - Maroon 5 - Flo Rida - fun. - Rihanna - Taylor Swift |
| Melhor Canção da Hot 100 | Melhor Artista em Turnê (apresentado por will.i.am) |
| - "Somebody That I Used to Know" - Gotye com part. de Kimbra - "Some Nights" – fun. - "Call Me Maybe" – Carly Rae Jepsen - "One More Night" – Maroon 5 - "Payphone" – Maroon 5 com part. de Wiz Khalifa                                                                  | - Madonna - Bruce Springsteen - Big Time Rush - Lady Gaga - Roger Waters |
| Melhor Artista Digital | Melhor Canção Digital (apresentado por Alyssa Milano e Avril Lavigne) |
| - Taylor Swift - Carly Rae Jepsen - Flo Rida - fun. - Maroon 5 | - "Call Me Maybe"- Carly Rae Jepsen - "We Are Young" – fun. com part. de Janelle Monáe - "Somebody That I Used to Know" – Gotye com part. de Kimbra - "Thrift Shop" – Macklemore & Ryan Lewis com part. de Wanz - "Payphone" – Maroon 5 com part. de Wiz Khalifa |
| Melhor Artista das Rádios | Melhor Canção das Rádios |
| - Rihanna - Flo Rida - fun. - Maroon 5 - Nicki Minaj | - "Somebody That I Used to Know" - Gotye com part. de Kimbra - "Locked Out of Heaven" – Bruno Mars - "Call Me Maybe" – Carly Rae Jepsen - "One More Night" – Maroon 5 - "Payphone" – Maroon 5 com part. de Wiz Khalifa                                           |
| Melhor Artista de Streaming | Melhor Canção de Streaming (Áudio) |
| - Nicki Minaj - Baauer - Drake - PSY - Rihanna | - "Somebody That I Used to Know" - Gotye com part. de Kimbra - "Call Me Maybe" – Carly Rae Jepsen - "Lights" – Ellie Goulding - "Some Nights" – fun. - "We Are Young" – fun. com part. de Janelle Monáe                                                          |
| Melhor Canção de Streaming (Vídeo) | Melhor Artista Pop |
| - "Gangnam Style" - PSY - "Call Me Maybe" – Carly Rae Jepsen - "Thrift Shop" – Macklemore & Ryan Lewis com part. de Wanz - "We Are Never Ever Getting Back Together" – Taylor Swift - "We Are Young" – fun. com part. de Janelle Monáe                                   | - One Direction - Adele - Justin Bieber - Maroon 5 - Bruno Mars |
| Melhor Álbum Pop | Melhor Canção Pop |
| - 21 - Adele - Believe – Justin Bieber - Overexposed – Maroon 5 - Take Me Home – One Direction - Up All Night – One Direction | - "Call Me Maybe" – Carly Rae Jepsen - "Lights" – Ellie Goulding - "Locked Out of Heaven" – Bruno Mars - "One More Night" – Maroon 5 - "Payphone" – Maroon 5 com part. de Wiz Khalifa                                                                            |
| Melhor Artista de R&B | Melhor Álbum de R&B |
| - Rihanna - Alicia Keys - Chris Brown - Ne-Yo - Usher | - Unapologetic – Rihanna - Girl on Fire – Alicia Keys - Fortune – Chris Brown - Channel Orange – Frank Ocean - Looking 4 Myself – Usher |
| Melhor Canção de R&B | Melhor Artista de Rap |
| - "Diamonds" – Rihanna - "Girl on Fire" – Alicia Keys cm part. de Nicki Minaj - "Adorn" – Miguel - "Thinkin Bout You" – Frank Ocean - "Heart Attack" – Trey Songz | - Nicki Minaj - Drake - Flo Rida - Pitbull - PSY |
| Melhor Álbum de Rap | Melhor Canção de Rap (apresentado por Kid Rock) |
| - Pink Friday: Roman Reloaded – Nicki Minaj - Based On A T.R.U. Story – 2 Chainz - Good Kid, M.A.A.D. City – Kendrick Lamar - The Heist – Macklemore & Ryan Lewis - God Forgives, I Don't – Rick Ross                                                                    | - "Thrift Shop" – Macklemore & Ryan Lewis com part. de Wanz - "Whistle" – Flo Rida - "Wild Ones" – Flo Rida com part. de Sia - "Mercy" – Kanye West, Big Sean, Pusha T, 2 Chainz - "Gangnam Style" – PSY                                                         |
| Melhor Artista Country | Melhor Álbum Country |
| - Taylor Swift - Carrie Underwood - Hunter Hayes - Jason Aldean - Luke Bryan | - Red – Taylor Swift - Blown Away – Carrie Underwood - Night Train – Jason Aldean - Tuskegee – Lionel Richie - Tailgates & Tanlines – Luke Bryan |
| Melhor Canção Country | Melhor Artista de Rock |
| - "We Are Never Ever Getting Back Together" – Taylor Swift - "Springsteen" – Eric Church - "Cruise" – Florida Georgia Line - Wanted – Hunter Hayes - Drunk on You – Luke Bryan                                                                                           | - fun. - Bruce Springsteen - Coldplay - Gotye - Mumford & Sons |
| Melhor Álbum de Rock | Melhor Canção de Rock |
| - Babel – Mumford & Sons - Some Nights – fun. - My Head is an Animal – Of Monsters and Men - The World from the Side of the Moon – Phillip Phillips - The Lumineers – The Lumineers                                                                                      | - "Somebody That I Used to Know" – Gotye com part. de Kimbra - "Some Nights" – fun. - "We Are Young" – fun. com part. de Janelle Monáe - "Home" – Phillip Phillips - "Ho Hey" - The Lumineers                                                                    |
| Melhor Artista Latino | Melhor Álbum Latino |
| - Jenni Rivera - Don Omar - Prince Royce - Romeo Santos - Shakira | - La Misma Gran Señora – Jenni Rivera - Joyas Prestadas: Banda – Jenni Rivera - Joyas Prestadas: Pop – Jenni Rivera - Phase II – Prince Royce - Formula: Vol. 1 – Romeo Santos                                                                                   |
| Melhor Canção Latina | Melhor Artista de Dance |
| - "Ai Se Eu Te Pego" – Michel Teló - "Hasta Que Salga el Sol" – Don Omar - "Dutty Love" – Don Omar featuring Natti Natasha - "Bailando Por El Mundo" – Juan Magan featuring Pitbull & El Cata - "Algo Me Gusta de Ti" – Wisin & Yandel com part. de Chris Brown & T-Pain | - Madonna - Calvin Harris - David Guetta - Skrillex - Swedish House Mafia |
| Melhor Álbum de Dance | Melhor Canção de Dance |
| - MDNA – Madonna - Nothing But the Beat – David Guetta - Album Title Goes Here – deadmau5 - Sorry for Party Rocking — LMFAO - Bangarang – Skrillex | - "Harlem Shake" – Baauer - "Titanium" – David Guetta com part. de Sia - "Starships" – Nicki Minaj - "Gangnam Style" – PSY - "Where Have You Been" – Rihanna |
| Melhor Artista de EDM (apresentado por Kelly Rowland e Austin Mahone) | Melhor Álbum de EDM |
| - David Guetta - Calvin Harris - deadmau5 - Skrillex - Swedish House Mafia | - Bangarang – Skrillex - Scary Monsters and Nice Sprites – Skrillex - Nothing But the Beat – David Guetta - Album Title Goes Here – deadmau5 - Until Now – Swedish House Mafia                                                                                   |
| Melhor Canção de EDM | Melhor Artista Cristão |
| - "Harlem Shake" – Baauer - "Feel So Close" – Calvin Harris - "Sweet Nothing" – Calvin Harris com part. de Florence Welch - "Titanium" – David Guetta com part. de Sia - "Don't You Worry Child" – Swedish House Mafia com part. de John Martin                          | - tobyMac - Casting Crowns - Chris Tomlin - Matt Redman - MercyMe |
| Melhor Álbum Cristão | Melhor Canção Cristã |
| - Eye on It – tobyMac - Come To The Well – Casting Crowns - Gravity – Lecrae - The Hurt & The Healer – MercyMe - WOW Hits 2013 – Various Artists | - "10,000 Reasons (Bless The Lord)" – Matt Redman - "Redeemed" – Big Daddy Weave - "Where I Belong" – Building 429 - "God's Not Dead (Like A Lion)" – newsboys - "Me Without You" – tobyMac                                                                      |
| Melhor Artista Social (votado pelos fãs) | Prêmio Milestone (votado pelos fãs) (apresentado por Cee Lo Green) |
| - Justin Bieber - Katy Perry - One Direction - Rihanna - Taylor Swift | - Justin Bieber - Bruno Mars - Taylor Swift - Miguel - Pitbull - The Band Perry |
| Prêmio Icon | |
| Prince | |

### Artistas com múltiplas vitórias e indicações
| Indicações | Artista                 |
| ---------- | ----------------------- |
| 14         | Maroon 5                |
| 13         | fun.                    |
| 12         | Taylor Swift            |
| 10         | One Direction           |
| 10         | Rihanna                 |
| 9          | Carly Rae Jepsen        |
| 7          | Flo Rida                |
| 7          | Gotye                   |
| 7          | Justin Bieber           |
| 7          | Nicki Minaj             |
| 6          | David Guetta            |
| 6          | PSY                     |
| 5          | Adele                   |
| 5          | Bruno Mars              |
| 5          | Kimbra                  |
| 5          | Mumford & Sons          |
| 5          | Skrillex                |
| 4          | Calvin Harris           |
| 4          | Coldplay                |
| 4          | Janelle Monáe           |
| 4          | Jenni Rivera            |
| 4          | Macklemore & Ryan Lewis |
| 4          | Swedish House Mafia     |
| 4          | Wiz Khalifa             |
| 3          | Alicia Keys             |
| 3          | Baauer                  |
| 3          | Chris Brown             |
| 3          | deadmau5                |
| 3          | Don Omar                |
| 3          | Drake                   |
| 3          | Jason Aldean            |
| 3          | Luke Bryan              |
| 3          | Madonna                 |
| 3          | Pitbull                 |
| 3          | Sia                     |
| 3          | The Lumineers           |
| 3          | tobyMac                 |
| 3          | Wanz                    |
| 2          | 2 Chainz                |
| 2          | Bruce Springsteen       |
| 2          | Carrie Underwood        |
| 2          | Casting Crowns          |
| 2          | Frank Ocean             |
| 2          | Hunter Hayes            |
| 2          | Ellie Goulding          |
| 2          | Matt Redman             |
| 2          | MercyMe                 |
| 2          | Phillip Phillips        |
| 2          | Prince Royce            |
| 2          | Romeo Santos            |
| 2          | Usher                   |

| Prêmios | Artista          |
| ------- | ---------------- |
| 8       | Taylor Swift     |
| 4       | Gotye            |
| 4       | Kimbra           |
| 4       | Rihanna          |
| 3       | Justin Bieber    |
| 3       | Madonna          |
| 3       | Nicki Minaj      |
| 3       | One Direction    |
| 2       | Baauer           |
| 2       | Carly Rae Jepsen |
| 2       | Jenni Rivera     |
| 2       | tobyMac          |

## GIFs-Ao Vivo
A plataforma Tumblr escolheu o Billboard Music Awards de 2013 como base para a sua primeira integração com TV ao vivo. A agência criativa Deckhouse Digital foi contratada para o evento, projetando um inovador sistema de gif-ao vivo que lhes permitiu produzir GIFs animados durante a transmissão, e publicá-los diretamente na página tumblr da Billboard em tempo real. Os usuários da plataforma pudiam visualizar e compartilhar imagens animadas dos eventos ocorrendo no palco poucos minutos após assisti-los ao vivo na ABC.